# تل ملا سماء
تل ملا سماء در شهرستان شیراز، بخش کوار، روستای باغان واقع شده و این اثر در تاریخ ۱۲ بهمن ۱۳۸۱ با شمارهٔ ثبت ۷۱۵۷ به‌عنوان یکی از آثار ملی ایران به ثبت رسیده است.